# Triteleia lemmoniae
Triteleia lemmoniae är en sparrisväxtart som först beskrevs av Sereno Watson, och fick sitt nu gällande namn av Edward Lee Greene. Triteleia lemmoniae ingår i släktet Triteleia och familjen sparrisväxter.
Artens utbredningsområde är Arizona. Inga underarter finns listade i Catalogue of Life.